# Tiếng Ả Rập Hassaniya
Tiếng Ả Rập Hassānīya (tiếng Ả Rập: حسانية Ḥassānīya; còn được gọi là Hassaniyya, Klem El Bithan, Hasanya, Hassani, HassLocation) là một phương ngữ tiếng Ả Rập Maghreb được nói bởi Arab-Berber và người Sahrawi Mauritania. Nó được nói bởi các bộ lạc Beni Ḥassān Bedouin, những người đã mở rộng quyền lực của họ đối với hầu hết Mauritania, đông nam Maroc và Tây Sahara giữa thế kỷ 15 và 17. Tiếng Ả Rập Hassaniya là ngôn ngữ được nói ở khu vực tiền hiện đại Chinguetti.
Thứ tiếng này hiện đã gần như thay thế hoàn toàn các ngôn ngữ Berber ban đầu được nói ở khu vực này. Mặc dù rõ ràng là một phương ngữ miền Tây, tiếng Hassānīya tương đối xa so với các phương ngữ Ả Rập Maghreb khác. Vị trí địa lý của nó cho thấy nó có ảnh hưởng từ tiếng Zenaga-Berber và tiếng Wolof. Có một số phương ngữ Hassānīya khác nhau chủ yếu về mặt ngữ âm. Ngày nay, tiếng Hassānīya được nói chủ yếu ở Maroc, Mauritania và Tây Sahara và một số ít ờ Mali, Niger, Senegal, Libya, và Algeria.

## Hoán đổi ngữ mã
Nhiều người nói tiếng Ả Rập Hassaniya có học thức cũng thực hiện hoán chuyển ngữ mã. Ở Tây Sahara, thông thường việc hoán chuyển ngữ mã xảy ra giữa tiếng Ả Rập Hassaniya, tiếng Ả Rập chuẩn hiện đại và tiếng Tây Ban Nha, vì Tây Ban Nha trước đây kiểm soát khu vực này; ở phần còn lại của vùng đất nói tiếng Hassaniya, tiếng Pháp là ngôn ngữ được sử dụng bổ sung.

### Hệ thống chữ viết
Tiếng Ả Rập Hassaniya thường được viết bằng một chữ viết tiếng Ả Rập. Tuy nhiên, ở Sénégal, nó được viết bằng chữ Latinh, được thiết lập bởi Nghị định 2005-980, ngày 21 tháng 10 năm 2005.
| Bảng chữ cái tiếng Ả Rập Hassaniya (Senegal) | Bảng chữ cái tiếng Ả Rập Hassaniya (Senegal) | Bảng chữ cái tiếng Ả Rập Hassaniya (Senegal) | Bảng chữ cái tiếng Ả Rập Hassaniya (Senegal) | Bảng chữ cái tiếng Ả Rập Hassaniya (Senegal) | Bảng chữ cái tiếng Ả Rập Hassaniya (Senegal) | Bảng chữ cái tiếng Ả Rập Hassaniya (Senegal) | Bảng chữ cái tiếng Ả Rập Hassaniya (Senegal) | Bảng chữ cái tiếng Ả Rập Hassaniya (Senegal) | Bảng chữ cái tiếng Ả Rập Hassaniya (Senegal) | Bảng chữ cái tiếng Ả Rập Hassaniya (Senegal) | Bảng chữ cái tiếng Ả Rập Hassaniya (Senegal) | Bảng chữ cái tiếng Ả Rập Hassaniya (Senegal) | Bảng chữ cái tiếng Ả Rập Hassaniya (Senegal) | Bảng chữ cái tiếng Ả Rập Hassaniya (Senegal) | Bảng chữ cái tiếng Ả Rập Hassaniya (Senegal) | Bảng chữ cái tiếng Ả Rập Hassaniya (Senegal) | Bảng chữ cái tiếng Ả Rập Hassaniya (Senegal) | Bảng chữ cái tiếng Ả Rập Hassaniya (Senegal) | Bảng chữ cái tiếng Ả Rập Hassaniya (Senegal) | Bảng chữ cái tiếng Ả Rập Hassaniya (Senegal) | Bảng chữ cái tiếng Ả Rập Hassaniya (Senegal) | Bảng chữ cái tiếng Ả Rập Hassaniya (Senegal) | Bảng chữ cái tiếng Ả Rập Hassaniya (Senegal) | Bảng chữ cái tiếng Ả Rập Hassaniya (Senegal) | Bảng chữ cái tiếng Ả Rập Hassaniya (Senegal) | Bảng chữ cái tiếng Ả Rập Hassaniya (Senegal) | Bảng chữ cái tiếng Ả Rập Hassaniya (Senegal) | Bảng chữ cái tiếng Ả Rập Hassaniya (Senegal) | Bảng chữ cái tiếng Ả Rập Hassaniya (Senegal) | Bảng chữ cái tiếng Ả Rập Hassaniya (Senegal) | Bảng chữ cái tiếng Ả Rập Hassaniya (Senegal) | Bảng chữ cái tiếng Ả Rập Hassaniya (Senegal) | Bảng chữ cái tiếng Ả Rập Hassaniya (Senegal) | Bảng chữ cái tiếng Ả Rập Hassaniya (Senegal) | Bảng chữ cái tiếng Ả Rập Hassaniya (Senegal) |
| -------------------------------------------- | -------------------------------------------- | -------------------------------------------- | -------------------------------------------- | -------------------------------------------- | -------------------------------------------- | -------------------------------------------- | -------------------------------------------- | -------------------------------------------- | -------------------------------------------- | -------------------------------------------- | -------------------------------------------- | -------------------------------------------- | -------------------------------------------- | -------------------------------------------- | -------------------------------------------- | -------------------------------------------- | -------------------------------------------- | -------------------------------------------- | -------------------------------------------- | -------------------------------------------- | -------------------------------------------- | -------------------------------------------- | -------------------------------------------- | -------------------------------------------- | -------------------------------------------- | -------------------------------------------- | -------------------------------------------- | -------------------------------------------- | -------------------------------------------- | -------------------------------------------- | -------------------------------------------- | -------------------------------------------- | -------------------------------------------- | -------------------------------------------- | -------------------------------------------- |
| A                                            | B                                            | C                                            | D                                            | Ḍ                                            | E                                            | Ë                                            | F                                            | G                                            | H                                            | Ḥ                                            | J                                            | K                                            | L                                            | M                                            | N                                            | Ñ                                            | O                                            | Q                                            | R                                            | S                                            | Ṣ                                            | Ŝ                                            | T                                            | Ṭ                                            | Ŧ                                            | U                                            | V                                            | W                                            | X                                            | Ẋ                                            | Y                                            | Z                                            | Ż                                            | Ẓ                                            | ʔ                                            |
| a                                            | b                                            | c                                            | d                                            | ḍ                                            | e                                            | ë                                            | f                                            | g                                            | h                                            | ḥ                                            | j                                            | k                                            | l                                            | m                                            | n                                            | ñ                                            | o                                            | q                                            | r                                            | s                                            | ṣ                                            | ŝ                                            | t                                            | ṭ                                            | ŧ                                            | u                                            | v                                            | w                                            | x                                            | ẋ                                            | y                                            | z                                            | ż                                            | ẓ                                            | ʼ                                            |

## Phân bố
Theo Ethnologue, có khoảng ba triệu người nói tiếng HassLocation, phân bố như sau:
- Mauritania: 2.770.000 (2006)
- Maroc: 200.000+ (1995)
- Mali: 175.800-210.000 (2000)
- Sénégal: 162.000 (2015)
- Algeria: 150.000 (1985)
- Libya: 40.000 (1985)
- Niger: 10.000 (1998)